# Westerkade (Amsterdam)
De Westerkade is de westelijke kade van de Lijnbaansgracht in de Jordaan in Amsterdam-Centrum.
Die Lijnbaansgracht vormde jarenlang de buitenkant van Amsterdam op de schansen na. De oostelijke kade (aan stadszijde dus) kreeg daarom een sluitende nummering Toen de stad aan de westoever ging bouwen op een smalle strook tussen de Lijnbaansgracht en Singelgracht moest er een naam bedacht worden voor de adressering van de woningen alhier. Gekozen werd voor Westerkade, gelegen in het westen en nabij de Westerstraat. De kade, die ook een sluitende nummering kende, begint te tellen bij de brug 128 (Marnixplein/Westerstraat) tot aan brug 118 (Bloemgracht).
De bebouwing bestaat voor 99 % uit woningen. Het eerste blok Westerkade 1-9 bestaat de arbeiderswoningen uit 1876/1877 van de Amsterdamsche Vereeniging tot het bouwen van Arbeiderswoningen, in 2004 uitgeroepen tot gemeentelijk monument.
Bij nummer 24 staan drie karakteristieke panden dichter aan het water. Het smalle stuk van de kade is daar begroend en afgesloten voor verkeer.

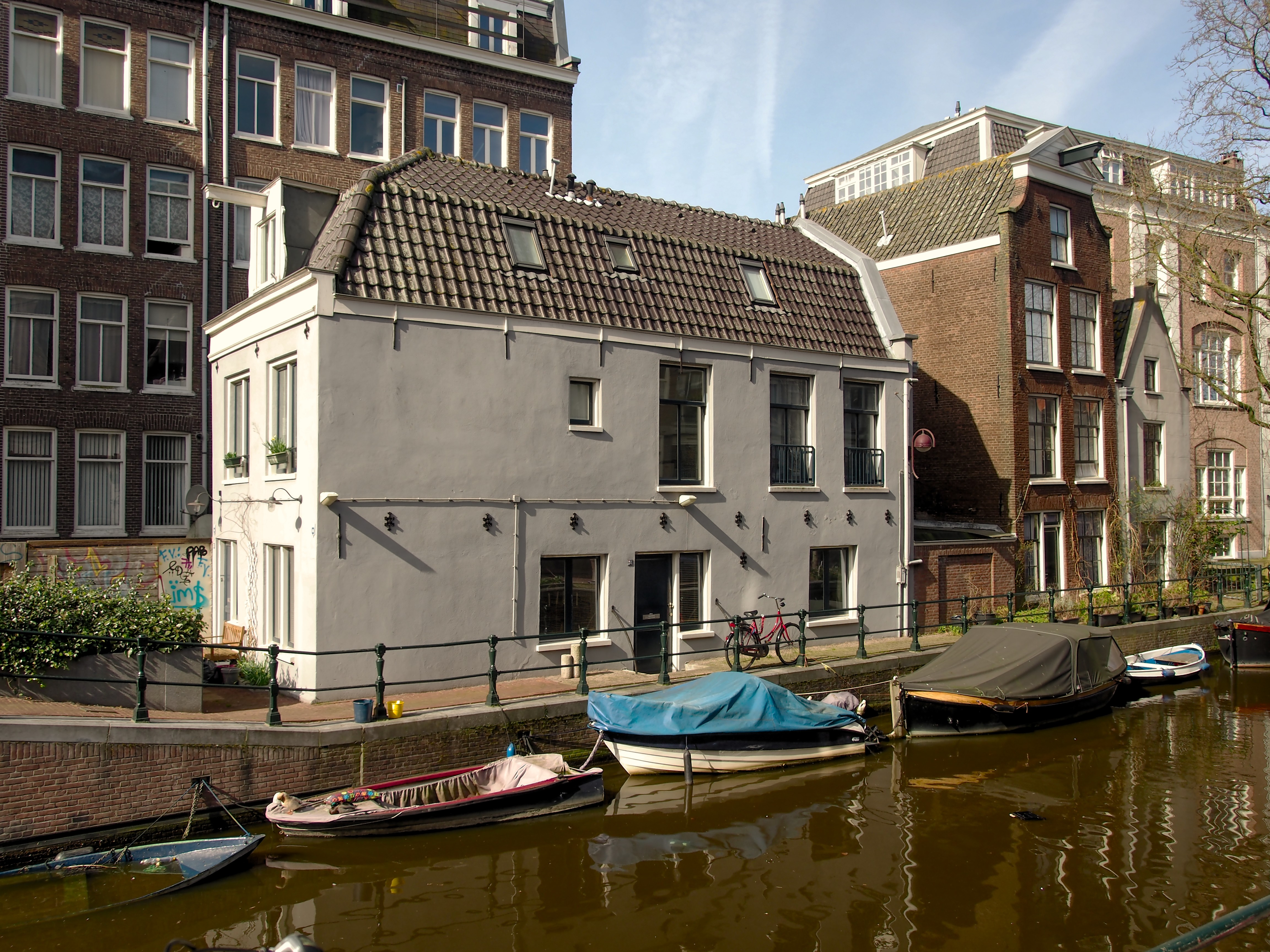
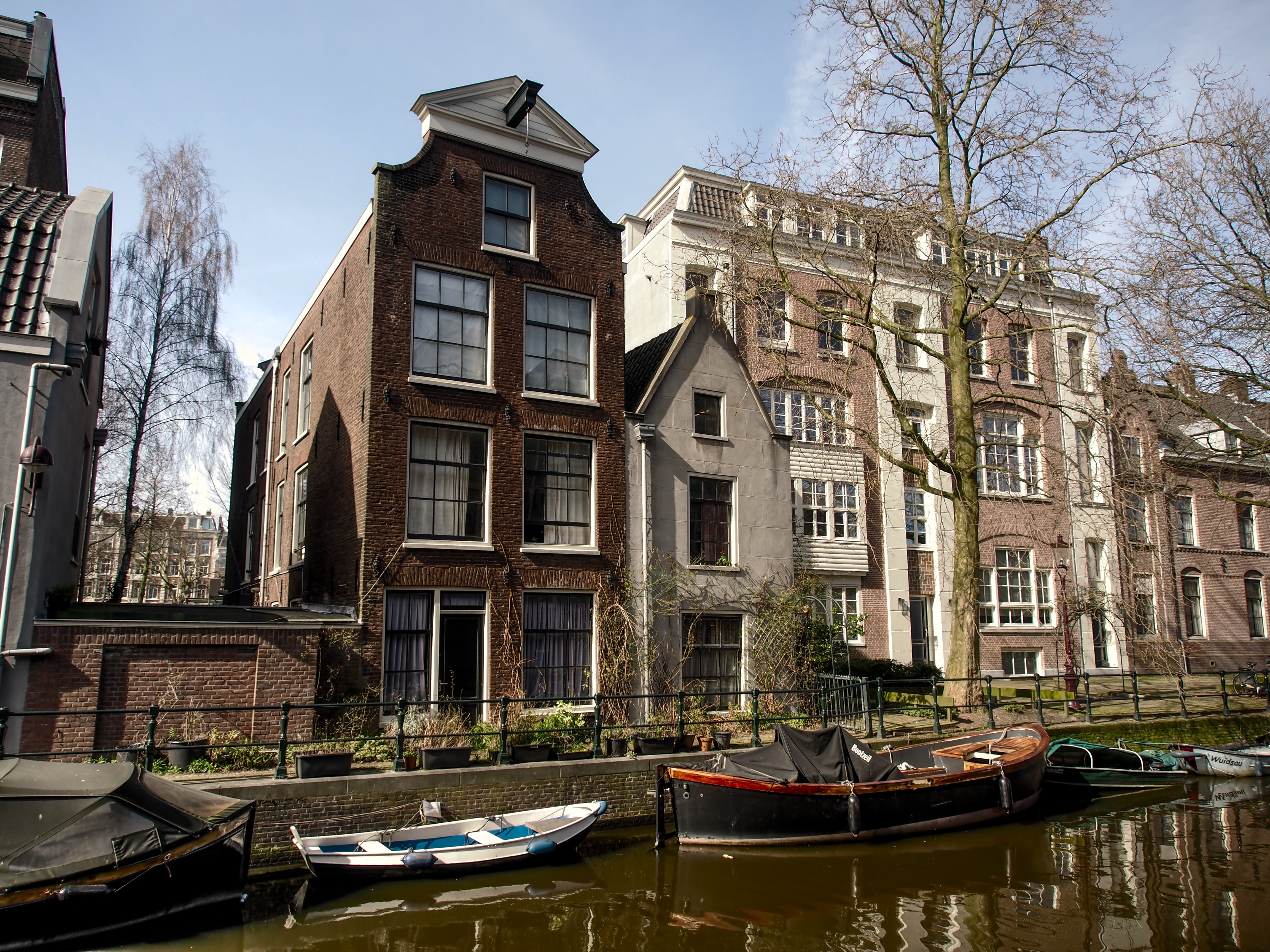
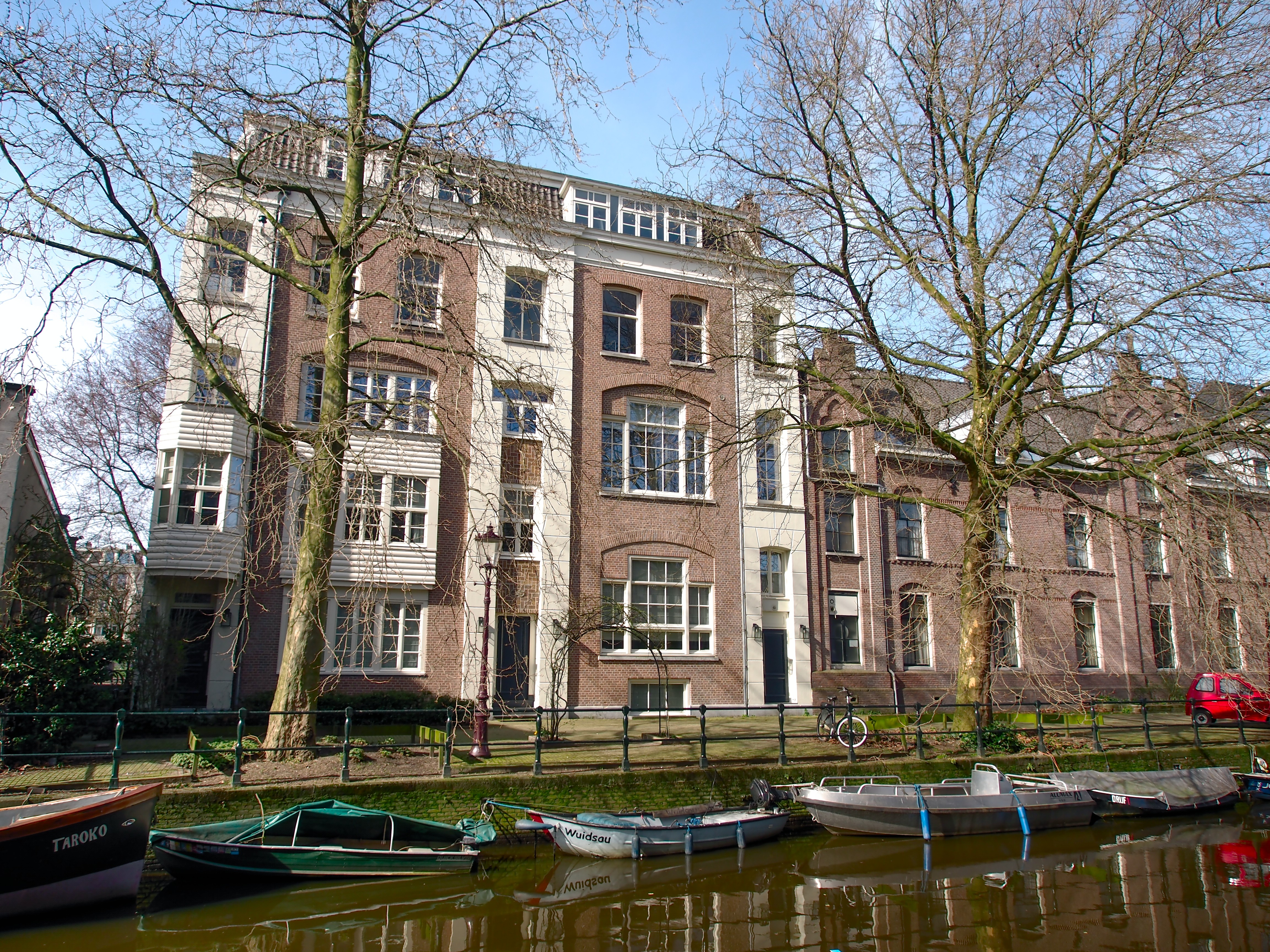